# Зрновци (община)
Зрновци (макед. Општина Зрновци) — община в Республике Македония. Расположена в восточной части страны, в подножье горного массива Плачковица. Население составляет 3264 человека (2002 год).
Административный центр — село Зрновци.
Площадь территории общины 55,82 км².
Граничит с общинами Республики Македонии:
- на западе — с общиной Чешиново-Облешево;
- на севере — с общиной Кочани;
- на востоке — с общиной Виница;
- на юге — с общиной Карбинци.

В состав общины входят 3 села: Видовиште, Зрновци и Мородвис.
Этническая структура населения в общине по переписи населения 2002 года:
- македонцы — 3247 чел.;
- арумыны — 13 чел.;
- сербы — 2 чел.;
- остальные — 2 чел.

По территории общины протекает река Брегалница.